# Кирюхін Олександр Григорович
Кирю́хін Олекса́ндр Григо́рович (нар. 1 жовтня 1974) — радянський та український футболіст, що виступав на позиції захисника. Відомий насамперед виступами у складі київського «Динамо», національної збірної України та низки українських, російських та азербайджанських клубів.

## Виступи у збірній
| 01. | 20.03.1999 | Грузія  | Стадіон Бориса Пайчадзе, Тбілісі | Грузія — Україна   | 0-1 | Товариський матч |  |  |  |
| 02. | 18.08.1999 | Україна | «Динамо», Київ                   | Україна — Болгарія | 1-1 | Товариський матч |  |  |  |

## Досягнення
- Чемпіон України (3): 1997/98, 1998/99, 1999/2000
- Володар Кубка України (2): 1997/98, 1998/99
- Переможець першої ліги чемпіонату України (2): 1998/99, 1999/2000
- Срібний призер першої ліги чемпіонату України (2): 1992 (група «Б»), 1997/98
- Бронзовий призер першої ліги чемпіонату України (2): 1994/95, 2004/05
- Чемпіон Першого дивізіону чемпіонату Росії (1): 1997